# John Guare
John Edward Guare, född 5 februari 1938 i New York, är en amerikansk dramatiker och manusförfattare.

## Biografi
John Guare har en Bachelor of Arts från Georgetown University i Washington, D.C. 1960 och en Master of Fine Arts från Yale University i New Haven, Connecticut 1963. Därefter började han skriva enaktare för off-off-Broadway. Han uppmärksammades först för Muzeeka 1968 som vann en Obie Award. Hans stil har liknats vid en korsning mellan Henrik Ibsen och Lewis Carroll, pjäserna kännetecknas av utpräglad teatralitet där han blandar lyriska element med absurd fars och moraliska sarkasmer. Hans mest kända pjäs är Six Degrees of Separation från 1990. En ung man som utger sig för att vara Sidney Poitiers son dyker upp hemma hos en konsthandlare och hans fru och påstår sig vara studiekamrat med deras barn. Pjäsen tilldelades Obie Award, New York Drama Critics Circle Award och Laurence Olivier Award. Den filmades 1993 i regi av Fred Schepisi med bland andra Will Smith, Donald Sutherland och Ian McKellen. På svenska fick filmen titeln Ett oväntat besök. "Six degrees of separation" är en teori om att det finns högst sex led av relationer mellan alla nu levande personer på Jorden. Bland övriga priser han tilldelats kan nämnas ytterligare en Obie Award, en Tony Award och ytterligare två New York Drama Critics Circle Award. Guare är invald i American Theater Hall of Fame och tilldelades Lifetime Achievement Award av Dramatists Guild of America 2014.
John Guare har spelats vid två tillfällen i Sverige då rockmusikalen Två gentlemän från Verona, utifrån William Shakespeares pjäs, med libretto av Guare och Mel Shapiro samt musik av Galt MacDermot sattes upp på Malmö stadsteater och Riksteatern 1974.

## Dramatik
| - 1971: The House of Blue Leaves - 1971: Two Gentlemen of Verona (musikal) - 1974: Rich and Famous - 1977: Landscape of the Body - 1977: Marco Polo Sings a Solo - 1979: Bosoms and Neglect - 1982: Lydie Breeze - 1982: Gardenia - 1986: The Race to Urga - 1990: Six Degrees of Separation | - 1990: Women and Water - 1992: Four Baboons Adoring the Sun - 1999: Lake Hollywood - 2001: Chaucer in Rome - 2002: A Few Stout Individuals - 2010: A Free Man of Color - 2011: Erased/Elżbieta - 2012: Are You There, McPhee? - 2013: 3 Kinds of Exile |